# Castell de Saumur

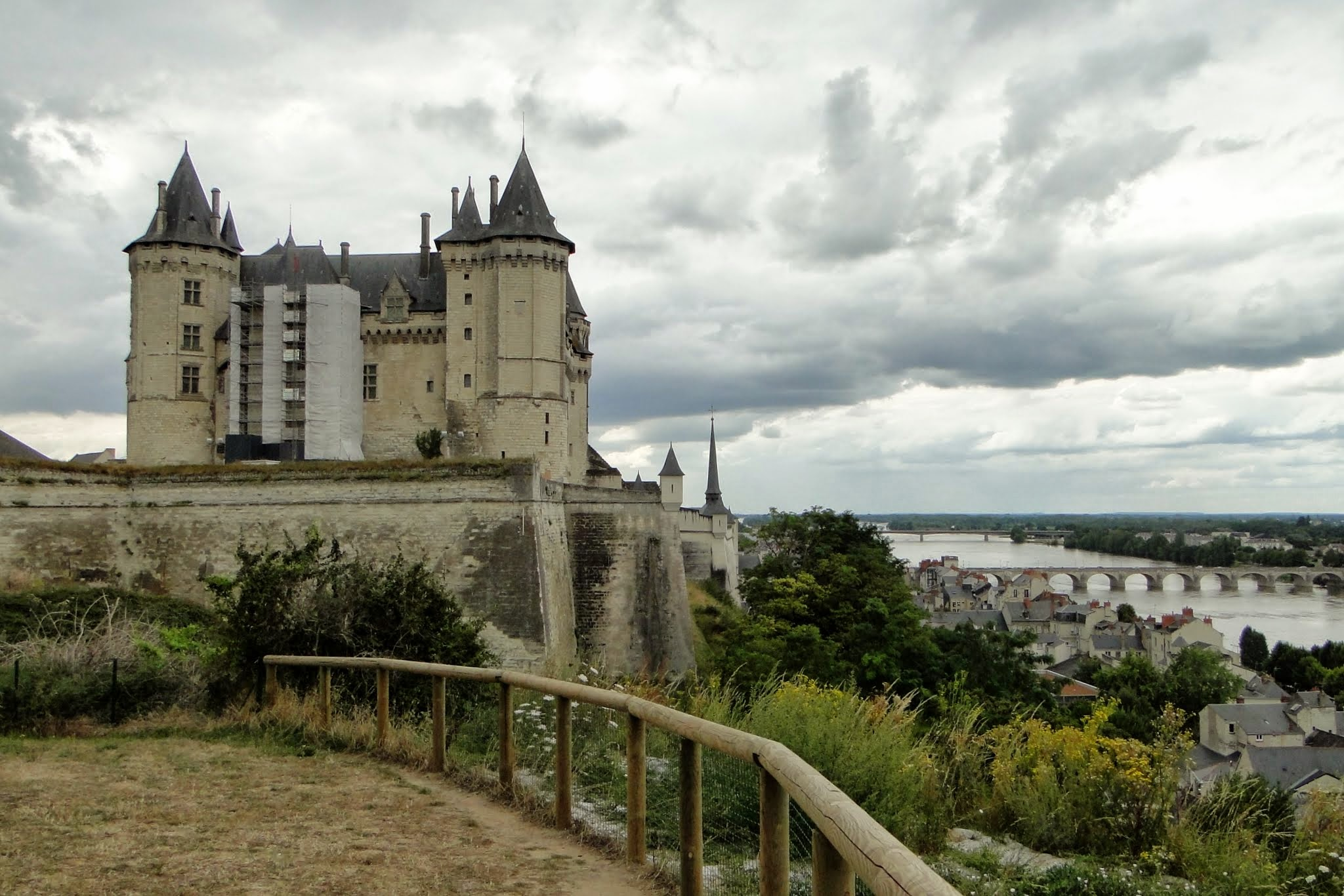
Castell de Saumur i el pont medieval

Localitzat a la ciutat francesa de Saumur, al departament de Maine i Loira, el Castell de Saumur va ser construït originalment al segle X per Thibault le Tricheur, comte de Blois com a baluard defensiu contra els normands, Domina la confluència dels rius Loira i Thouet. L'any 1026 va passar a les mans de Folc Nerra, comte d'Anjou, qui ho va llegar als seus hereus de Plantagenet. Després de la seva destrucció l'any 1067, el castell va ser reconstruït per Enric II d'Anglaterra a la fi del segle xii en estil gòtic.
Forma part del conjunt del lloc Castells del Loira que van ser declarats Patrimoni de la Humanitat per la Unesco l'any 2000.

## Història
A la primera part de la dècada del 1200, Felip II de França va incorporar Saumur als seus dominis reals. A la pàgina de setembre de les molt riques hores del Duc de Berry es mostra el castell tal com era l'any 1410. Va canviar de mans moltes vegades fins a l'any 1589 quan el rei protestant Enric IV de França (i Navarra) va cedir el castell a Duplessis-Mornay.
L'any 1621 el castell va ser convertit en caserna militar. Després va ser convertit en una presó estatal durant el regnat de Lluís XIV de França i va continuar sent-ho amb Napoleó Bonaparte.
A la primera part del segle XX la ciutat de Saumur va adquirir el castell i va començar un programa de restauració per albergar el museu d'arts decoratives. D'acord amb la tradició eqüestre de la zona de Saumur, el castell també alberga el Museu del Cavall. El castell té masmorra i torre de vigilància, i alberga el Musée de la Figurine-Joue, una col·lecció de joguines i figuretes molt antigues de soldats, reis de França i pallassos.
El 22 d'abril de 2001, la part occidental de la paret nord es va ensorrar i va danyar algunes cases situades a continuació. A això va seguir una estabilització de la construcció de la planta baixa i la reconstrucció de la paret, que va acabar en 2007.

## Distincions
El castell de Saumur va ser catalogat com a monument històric pel Ministeri francès de cultura l'any 1862. A data de 2016, un total de 46 edificis i estructures a Saumur tenien la distinció de monument històric —vegeu la base de dades nacional de França Merimee. La major part dels monuments estan construïts amb la pedra local coneguda com a tuffeau. Entre els monuments més importants de la ciutat es troba el propi castell de Saumur que domina la ciutat, i el proper castell de Beaulieu que s'aixeca a tan sols 200 metres de la riba sud del Loira; dissenyat per l'arquitecte Jean Drapeau, reconegut per la seva arquitectura elegant. Entre els altres monuments històrics de la ciutat estan l'església de Sant Pere situada a la plaça de Sant Pere, al centre de Saumur, i el castell de Briace situat a la riba nord del riu. L'arquitectura de Saumur està molt bé descrita en el llibre: Saumur - Promenade d'architectures, de Marie Jane Durand, publicat per l'Oficina de Turisme de Saumur.